# کول‌تپه نصرالله‌بیگلو
کول‌تپه نصرالله‌بیگلو مربوط به هزارهٔ اولِ دوران‌های تاریخیِ پس از اسلام است و در شهرستان گرمی، بخش انگوت، روستای نصرالله‌بیگلو واقع شده‌است. این اثر در تاریخ ۷ مهر ۱۳۸۱ با شمارهٔ ثبت ۶۲۳۸ به‌عنوان یکی از آثار ملی ایران به ثبت رسیده‌است.